# Aberthol
Aberthol est un prénom masculin d'origine galloise,.

## Étymologie
- Aberthol signifie Sacrifice[3].

## Autre
Aberthol (アベルテール, Aberutēru) est aussi un personnage de "the Aozora's Adventure series".